# Écija (Gerichtsbezirk)
Der Gerichtsbezirk Écija ist einer der 15 Gerichtsbezirke in der Provinz Sevilla.
Der Bezirk umfasst 4 Gemeinden auf einer Fläche von 1.197,33 km² mit dem Hauptquartier in Écija.

## Gemeinden
| Gemeinde             | Einwohner (2024) | Fläche km² | Dichte Einw./km² | Cod INE | Postleitzahl |
| -------------------- | ---------------- | ---------- | ---------------- | ------- | ------------ |
| Cañada Rosal         | 3.410            | 25,45      | 134              | 41901   | 41439        |
| Écija                | 39.500           | 978,73     | 40               | 41039   | 41400        |
| Fuentes de Andalucía | 7.247            | 150,18     | 48               | 41042   | 41420        |
| La Luisiana          | 4.626            | 42,97      | 108              | 41056   | 41430        |
| Gerichtsbezirk Écija | 54.783           | 1.197,33   | 46               | –       | –            |